# Jan Heitmann (Journalist)
Jan G. Heitmann (* 14. Dezember 1960 in Hamburg) ist ein deutscher Historiker und Journalist. Er war von 2011 bis 2019 Chefredakteur der Preußischen Allgemeinen Zeitung.

## Leben
Heitmann studierte von 1982 bis 1989 Geschichte, Politikwissenschaft und Öffentliches Recht sowie Sozial- und Wirtschaftsgeschichte an der Universität Hamburg. 1989 erwarb er mit einer Arbeit über Das Ende des Zweiten Weltkriegs in Hamburg den Magistergrad. 1996 wurde er mit einer Dissertation zu Handels-U-Booten im Ersten Weltkrieg zum Dr. phil. promoviert.
Er arbeitete ab 1990 als freiberuflicher Historiker und war für ein britisches Verlagshaus tätig. Heitmann absolvierte dann ein Volontariat bei der Preußischen Allgemeinen Zeitung und war dort bis 1998 Redakteur. Außerdem war er für mehrere CDU-Politiker tätig und Lehrbeauftragter an der Friedrich-Alexander-Universität Erlangen-Nürnberg. Als Chefredakteur ging er zur Zeitschrift Schiff & Zeit. Im Juli 2011 wurde er als Nachfolger des Herausgebers und kommissarischen Chefredakteurs Wilhelm von Gottberg Chefredakteur der Preußischen Allgemeinen Zeitung. Dort wurde er 2019 von René Nehring abgelöst.

## Schriften (Auswahl)
- Unter Wasser in die Neue Welt. Handelsunterseeboote und kaiserliche Unterseekreuzer im Spannungsfeld von Politik und Kriegsführung (= Universitätsreihe Geschicht). Spitz, Berlin 1999, ISBN 3-87061-788-8 (Dissertation Universität Hamburg 1996, 365 Seiten).
- Fairplay. Schleppdampfschiffs-Reederei Richard Borchard. Seeschiffsassistenz und Schleppschifffahrt im Wandel der Zeit. Elbe-Spree-Verlag, Hamburg 2005, ISBN 3-931129-12-8.
- Hamburgs Hafen in der „Stunde null“. Bilder von Zerstörung und Neuanfang. Fotografische Zeugnisse aus dem Nachlass von Heinrich Hamann. Elbe-Spree-Verlag, Hamburg 2006, ISBN 3-931129-29-2.
- Boote unter Beton. Die Hamburger U-Boot-Bunker.  Elbe-Spree-Verlag, Hamburg 2007, ISBN 978-3-931129-32-3.